# Туголес
Туголе́с — село в Шатурском муниципальном районе Московской области. Входит в состав Кривандинского сельского поселения. Население — 10 чел. (2010).

## Расположение
Село Туголес расположено в центральной части Шатурского района, расстояние до МКАД порядка 135 км. Высота над уровнем моря 141 м.

## Название
В письменных источниках село упоминается как Туголес, Туголец или Пятница. На «Специальной карте Европейской России» И. А. Стрельбицкого показано как Туголиц.
Современный вариант наименования села является переосмыслением более древних вариантов названий Туголи, Тугалец, Туголиц, которые возможно связаны с древнерусским словом туга — «скорбь». Наименование Туголес появляется, вероятно, под влиянием названия волости и села Вышелес.

## История

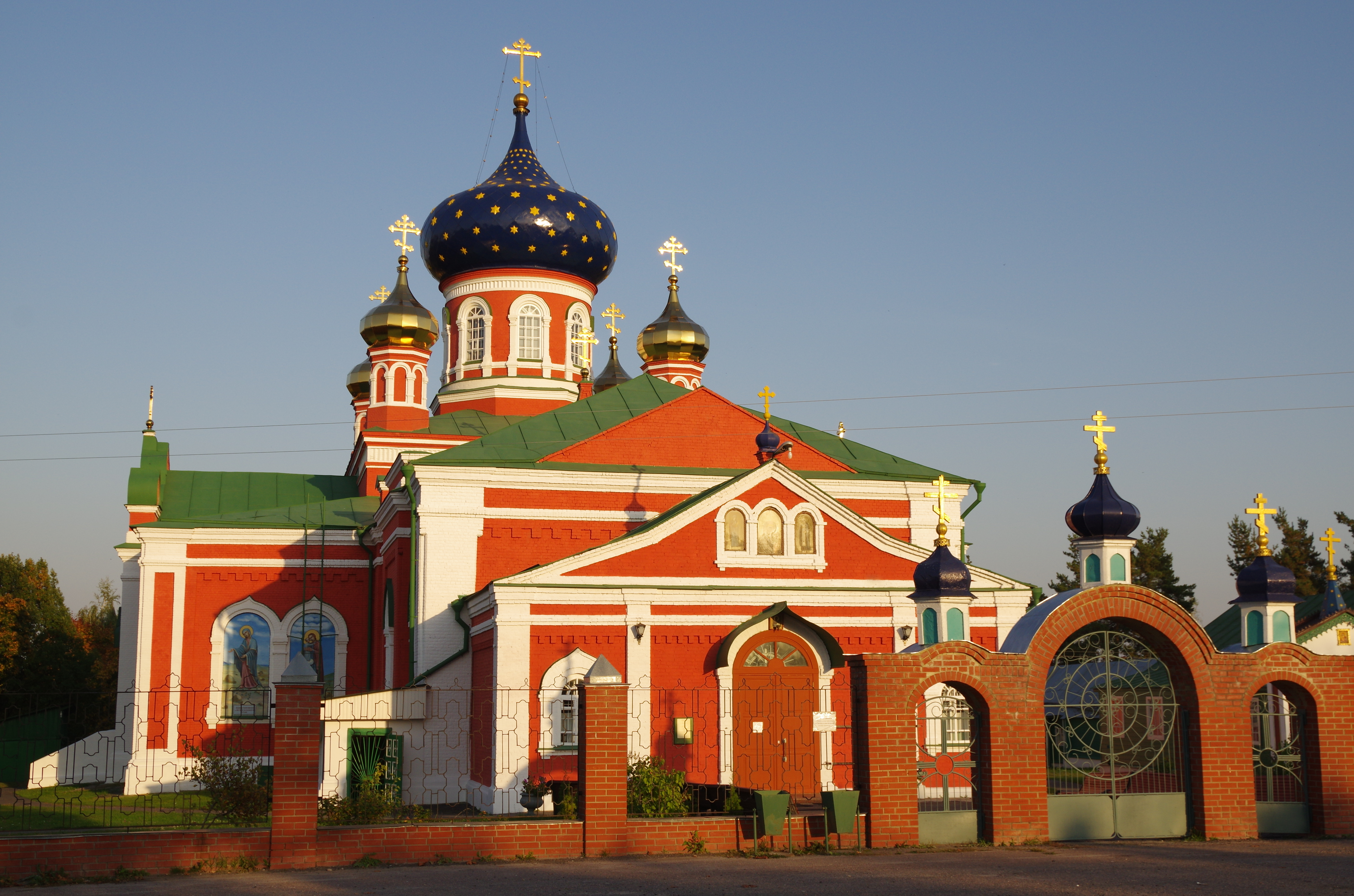
Пятницкая церковь в Туголесе

Упоминается в качестве погоста в переписной Владимирской книге в 1705 году. В середине XVIII века построена деревянная холодная Пятницкая церковь. В 1847 году рядом построили ещё одну деревянную церковь в честь иконы Божией Матери Казанская.
После отмены крепостного права село вошло в состав Лузгаринской волости.
С 1897 по 1920 год велось строительство каменной Пятницкой церкви.
В советское время село входило в Лузгаринский сельсовет.

## Население
| 1859 | 1868 | 1885 | 1905 | 1926 | 1931 |
| ---- | ---- | ---- | ---- | ---- | ---- |
| 21   | →21  | ↗61  | ↗96  | ↗151 | ↘85  |
| 1970 | 1993 | 2002 | 2006 | 2010 |      |
| ↘25  | ↘13  | ↘12  | ↘10  | →10  |      |